# Morimus
Genre
Morimus est un genre d'insectes coléoptères de la famille des Cerambycidae.

## Liste d'espèces
Selon BioLib (28 sept. 2014) :
- Morimus asper (Sulzer, 1776)
- Morimus assamensis Breuning, 1936
- Morimus funereus Mulsant, 1863
- Morimus granulipennis Breuning, 1939
- Morimus inaequalis Waterhouse, 1881
- Morimus indicus Breuning, 1936
- Morimus lethalis Thomson, 1857
- Morimus misellus Breuning, 1938
- Morimus orientalis Reitter, 1894
- Morimus ovalis Breuning, 1943
- Morimus plagiatus Waterhouse, 1881
- Morimus sexmaculipennis Breuning, 1961

## Sous-espèce présente en France
- Morimus asper asper (Sulzer, 1776), le Morime rugueux[2],[3]

### Autres espèces et sous-espèces présentes en Europe
- Morinus asper ganglbaueri Reitter, 1884 Côte dalmatique
- Morimus asper verecundus (Faldermann, 1836) Ukraine, Arménie, Turquie, Iran
- Morimus funereus Mulsant, 1862 Europe orientale
- Morimus orientalis Reitter 1894 Turquie, Iran

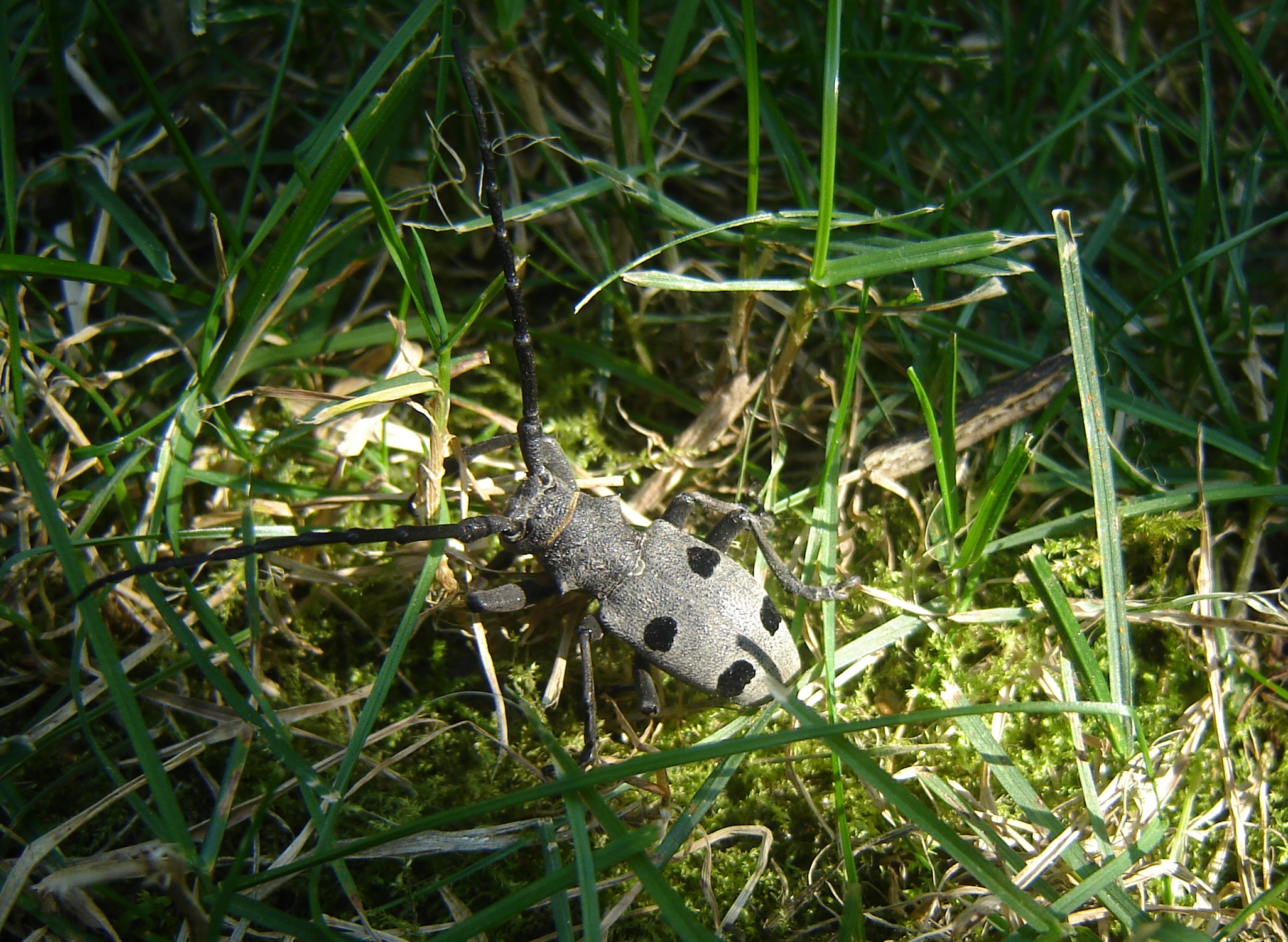
Mâle de Morimus funereus, une espèce jadis confondue avec le local Morime rugueux